# Американская дипломатическая миссия в Танжере
Американская дипломатическая миссия в Танжере (араб. المفوضية الأميركية في طنجة‎; фр. Légation américaine de Tanger) — здание, расположенное на территории медины города Танжер (Марокко). Будучи первой американской государственной собственностью за пределами США оно содержит коллекцию, посвящённую историческим, культурным и дипломатическим отношениям между США и Королевством Марокко. Ныне здание носит официальное название Института марокканских исследований Танжерской американской миссии и является культурным центром, музеем и научной библиотекой, посвящённой изучению арабского языка.
Дипломатическая миссия была внесена в Национальный реестр исторических мест США 8 января 1981 года. Министр внутренних дел США Джеймс Гаиюс Уатт включил её в список Национальных исторических памятников США 17 декабря 1982 года. Таким образом здание в марокканском Танжере стало первым в этом списке, расположенным на территории иностранного государства, за исключением стран, входивших ранее в подопечную территорию Тихоокеанские острова. Здание было внесено в Реестр культурно значимых объектов госсекретаря США, имеющих особое культурное или историческое значение.

## Дипломатическая история
Американская дипломатическая миссия в Танжере представляет собой вычурное здание в мавританском стиле со стукковой кладкой. Двухэтажное глинобитно-каменное строение было преподнесено в дар США в 1821 году султаном Марокко Мулаем Сулайманом. Оно стало первой государственной собственностью США, приобретённой их правительством. В нём размещалось дипломатическое представительство и консульство США в течение 140 лет (самый длительный период службы здания за пределами США в качестве дипломатического объекта). Здание стало символом Марокканско-американского договора о дружбе 1786 года, который действует и поныне. Дипломатический комплекс расширялся в течение многих лет, за счёт покупки окружающих домов. Во время Второй мировой войны он служил штаб-квартирой для разведчиков США.
После переезда посольства в Рабат в 1956 году, когда страна обрела независимость, представительство было оставлено в качестве дипломатического здания. На протяжении многих лет правительство США продолжало использовать его как консульские учреждения и офисы Корпуса мира. Со временем здание пришло в упадок и находилось под угрозой сноса.

## Настоящее время
В 1976 году группа американских граждан учредила общественную некоммерческую организацию, чтобы спасти Старую американскую миссию (под таким названием она известна среди местных жителей). Ныне Танжерское общество Музея американской миссии арендует здание, которое до сих пор принадлежит правительству США.
Институт марокканских исследований Танжерской американской миссии (TALIM) служит музеем и культурный центр по изучению Марокко и американо-марокканских отношений. Он содержит коллекцию картин Маргерит Макби и других художников. Историческое здание института ныне включает в себя целое крыло, посвящённое писателю и композитору Полу Боулзу. В 2010 году музей получил в дар мебель, фотографии и документы, собранные Глорией Кирби, постоянной жительницей Танжера и подругой Боулза. В здании музея также есть научная библиотека и конференц-зал. Местные программы института включают в себя курсы арабского языка для женщин, проживающих в медине Танжера.